# Lavras da Mangabeira
Lavras da Mangabeira là một đô thị thuộc bang Ceará, Brasil. Đô thị này có diện tích 947,957 km², dân số năm 2007 là 29719 người, mật độ 31,35 người/km².